# Верх-Іс
Верх-Іс (рос. Верх-Ис) — селище у складі Нижньотуринського міського округу Свердловської області.
Населення — 25 осіб (2010, 27 у 2002).
Національний склад населення станом на 2002 рік: росіяни — 100 %.